# Girls' Invasion
Girls Invasion é o primeiro álbum de estúdio do girl group sul-coreano Lovelyz. O álbum foi lançado em 17 de novembro de 2014. Em 9 de novembro de 2014, o vídeo musical da canção "Goodnight Like Yesterday" foi lançado com a participação de Sunggyu do INFINITE. Outro vídeo musical foi revelado para a faixa-título "Candy Jelly Love" em 16 de novembro de 2014.

## Lista de faixas
| N.º            | Título                                                                        | Letras         | Música                                | Duração |  |
| 1.             | "Introducing the Candy" (Intro)                                               | Kim Yi-Na      | One Piece                             | 0:55    |  |
| 2.             | "Candy Jelly Love"                                                            | Kim Yi-Na      | One Piece                             | 3:46    |  |
| 3.             | "어제처럼 굿나잇" (Goodnight Like Yesterday)                                  | Kim Yi-Na      | One Piece                             | 3:41    |  |
| 4.             | "이별 Chapter 1" (Farewell, Chapter 1)                                        | Kim Yi-Na      | One Piece                             | 2:43    |  |
| 5.             | "비밀여행" (Getaway)                                                          | Enne           | One Piece                             | 3:41    |  |
| 6.             | "남보다 못한 사이 (No Better Than Strangers)" (solo de BabySoul ft. Wheesung) | Song Soo Yoon  | G-High, Lee Joo Hyung                 | 3:52    |  |
| 7.             | "그녀는 바람둥이야 (She Is A Flirt)" (BabySoul & Kei (ft. DongWoo))           | Ahn Young Min  | Ahn Young Min                         | 3:11    |  |
| 8.             | "Delight" (solo de Ji-Ae)                                                     | Song Soo Yoon  | Han Jae Ho, Kim Seung Soo             | 3:26    |  |
| 9.             | "너만 없다 (Gone)" (solo de Jin)                                              | Song Soo Yoon  | Han Jae Ho, Kim Seung Soo, Hwang Hyun | 3:57    |  |
| Duração total: | Duração total:                                                                | Duração total: | Duração total:                        | 29:13   |  |